# 스트루가

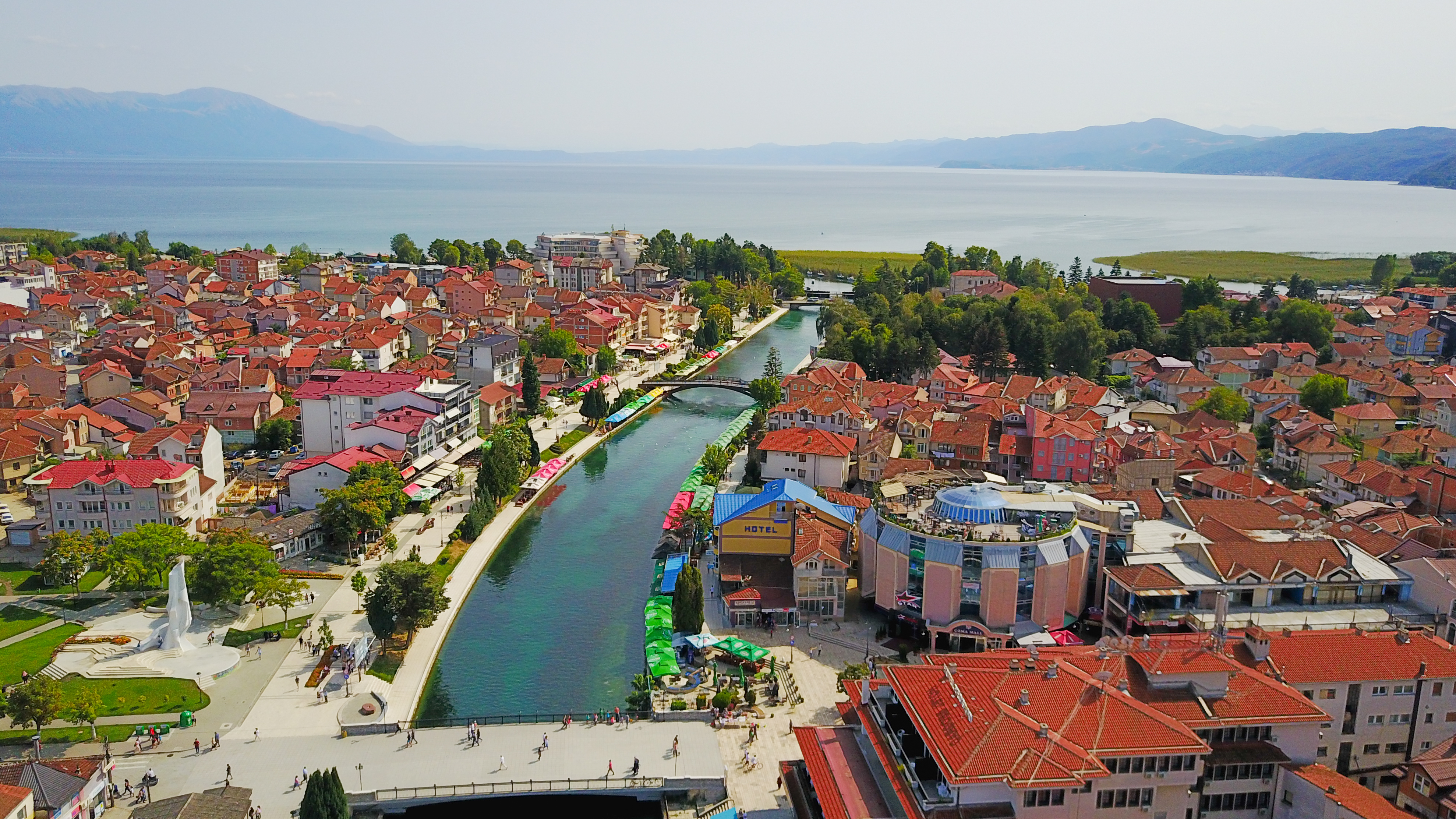
스트루가 시가지

스트루가(마케도니아어: Струга, 알바니아어: Strugë 스트루거)는 마케도니아 공화국 남서부에 위치한 도시로 면적은 469 km2, 높이는 693m, 인구는 63,376명(2002년 기준)이다. 오흐리드호와 접한다.

시기
시 문장

## 자매 도시
- 루마니아 만갈리아
- 키프로스 파마구스타